# Ligne 7 du tramway de Berne
 (novembre 2021).
Si vous disposez d'ouvrages ou d'articles de référence ou si vous connaissez des sites web de qualité traitant du thème abordé ici, merci de compléter l'article en donnant les références utiles à sa vérifiabilité et en les liant à la section « Notes et références ».
La ligne 7 du tramway de Berne est l'une des cinq lignes de la capitale suisse. Cette ligne traverse la ville entre Ostring dans le quartier Schosshalde à l'est et le quartier Bümpliz à l'ouest de la commune.

## Chronologie
- 1er octobre 1890 : ouverture de la partie Bern Bahnhof - Zytglogge dans le cadre de l'ouverture de la ligne I Bremgarten - Bärengraben.
- 1894 : ouverture de la partie Bern Bahnhof - Kocherpark dans le cadre de l'ouverture de la ligne II Länggasse - Wabern.
- 1er juillet 1901 : ouverture de la section Zytglogge - Burgernziel avec la mise en service de la ligne III Breitenrainplatz - Burgenziel.
- 21 juillet 1910 : électrification de la ligne.
- 1911 : renumérotation de la ligne III en ligne C.
- 1912 : la ligne est renommée ligne 5/6.
- 1er décembre 1946 : prolongement de la ligne de Burgernziel à Freudenbergerplatz (aujourd'hui Ostring)
- 1er septembre 1947 : la ligne 5/6 est renuméroté ligne 5.
- 1958 : à la suite de la fermeture de la section Bern Bahnhof - Länggasse, la ligne est prolongée vers Fischermätteli.
- 12 décembre 2010 : extension de la ligne jusqu'à Bümpliz et prends l'indice 7.

## Liste des stations
|  |   |  | Station                | Lat/Long                    | Commune | Correspondances                                                                                   |
|  | - |  | ---------------------- | --------------------------- | ------- | ------------------------------------------------------------------------------------------------- |
|  | O |  | Ostring                | 46° 56′ 42″ N, 7° 28′ 19″ E | Berne   | 40                                                                                                |
|  | o |  | Sonnenhof              | 46° 56′ 36″ N, 7° 28′ 11″ E | Berne   |                                                                                                   |
|  | o |  | Burgernziel            | 46° 56′ 31″ N, 7° 28′ 01″ E | Berne   | 28, 40                                                                                            |
|  | o |  | Brunnadernstrasse      | 46° 56′ 28″ N, 7° 27′ 49″ E | Berne   | 6, 8, 19, 28                                                                                      |
|  | o |  | Thunplatz              | 46° 56′ 26″ N, 7° 27′ 30″ E | Berne   | 8, 19, 28                                                                                         |
|  | o |  | Luisenstrasse          | 46° 56′ 33″ N, 7° 27′ 12″ E | Berne   | 8                                                                                                 |
|  | o |  | Helvetiaplatz          | 46° 56′ 37″ N, 7° 26′ 59″ E | Berne   | 6, 8, 19                                                                                          |
|  | o |  | Zytglogge              | 46° 56′ 53″ N, 7° 26′ 51″ E | Berne   | 6, 8, 9, 10, 12, 19, 30                                                                           |
|  | o |  | Bärenplatz             | 46° 56′ 53″ N, 7° 26′ 35″ E | Berne   | 6, 8, 9, 12, 30                                                                                   |
|  | o |  | Bern Bahnhof           | 46° 56′ 51″ N, 7° 26′ 25″ E | Berne   | 3, 6, 8, 9, 10, 11, 12, 17, 19, 20, 21, 30, 100, 101, 102, 103, 104, 105, 106, 107, Gare de Berne |
|  | o |  | Hirschengraben         | 46° 56′ 48″ N, 7° 26′ 16″ E | Berne   | 3, 6, 8, 9, 10, 11, 17, 19, 30                                                                    |
|  | o |  | Kocherpark             | 46° 56′ 45″ N, 7° 26′ 03″ E | Berne   | 3, 6, 8, 17                                                                                       |
|  | o |  | Kaufmännischer/Verband | 46° 56′ 44″ N, 7° 25′ 38″ E | Berne   | 6, 8, 17                                                                                          |
|  | o |  | Loryplatz              | 46° 56′ 41″ N, 7° 25′ 16″ E | Berne   | 8, 17                                                                                             |
|  | o |  | Schlossmatte           | 46° 56′ 39″ N, 7° 24′ 54″ E | Berne   | 8                                                                                                 |
|  | o |  | Steigerhubel           | 46° 56′ 38″ N, 7° 24′ 42″ E | Berne   | 8                                                                                                 |
|  | o |  | Europaplatz Bahnhof    | 46° 56′ 36″ N, 7° 24′ 23″ E | Berne   | 8, 31, Gare de Bern-Ausserholligen                                                                |
|  | o |  | Bümpliz Unterführung   | 46° 56′ 32″ N, 7° 24′ 02″ E | Berne   | 8                                                                                                 |
|  | o |  | Bümpliz Höhe           | 46° 56′ 32″ N, 7° 23′ 50″ E | Berne   |                                                                                                   |
|  | o |  | Bümpliz Post           | 46° 56′ 30″ N, 7° 23′ 36″ E | Berne   | 27                                                                                                |
|  | o |  | Bachmätteli            | 46° 56′ 23″ N, 7° 23′ 24″ E | Berne   | 27, 32                                                                                            |
|  | o |  | Statthalterstrasse     | 46° 56′ 22″ N, 7° 23′ 10″ E | Berne   | 32                                                                                                |
|  | O |  | Bümpliz                | 46° 56′ 15″ N, 7° 22′ 51″ E | Berne   | 32                                                                                                |

## Galerie de photographies

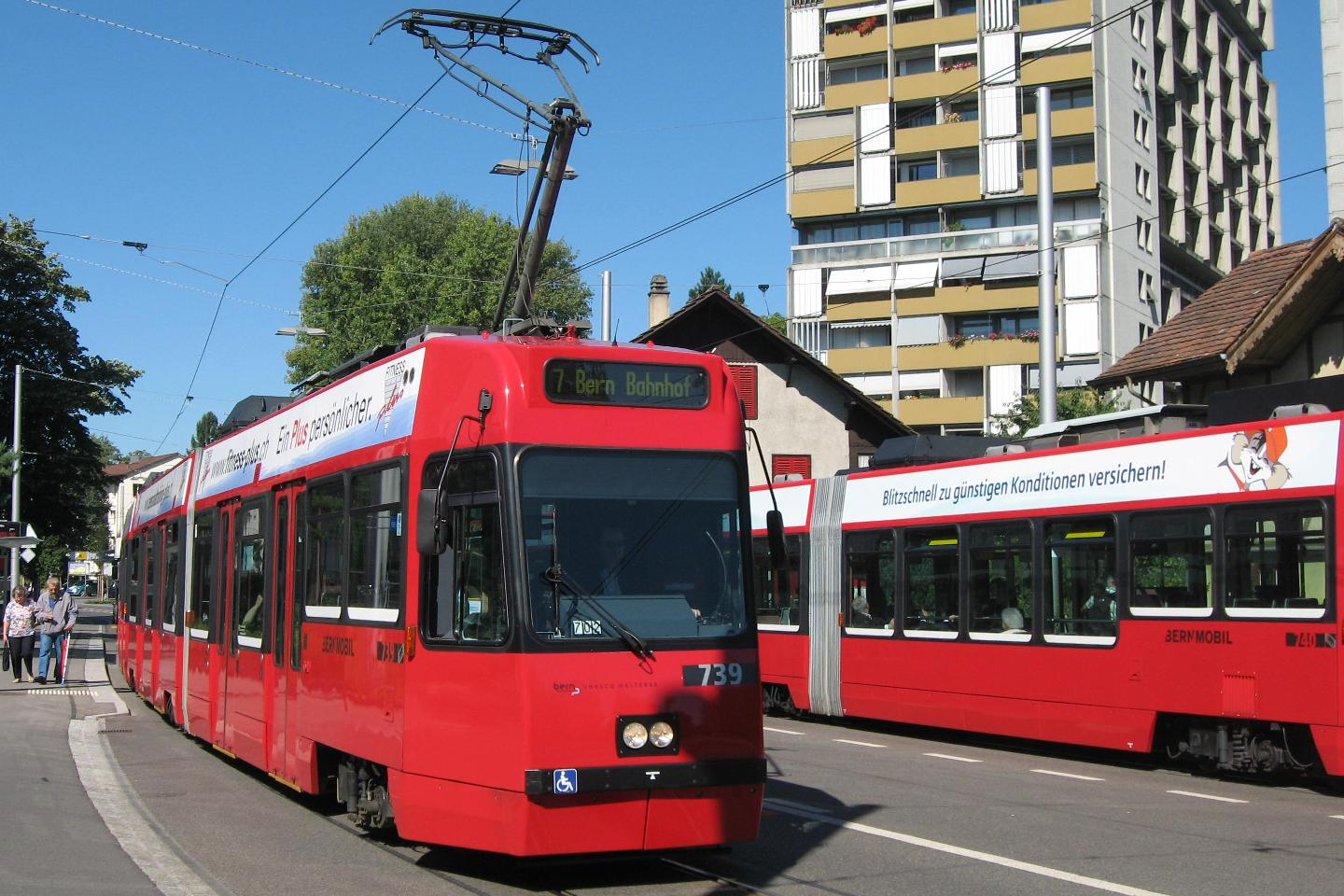
Rame 739 (Be 4/8) à Bümpliz Höhe.
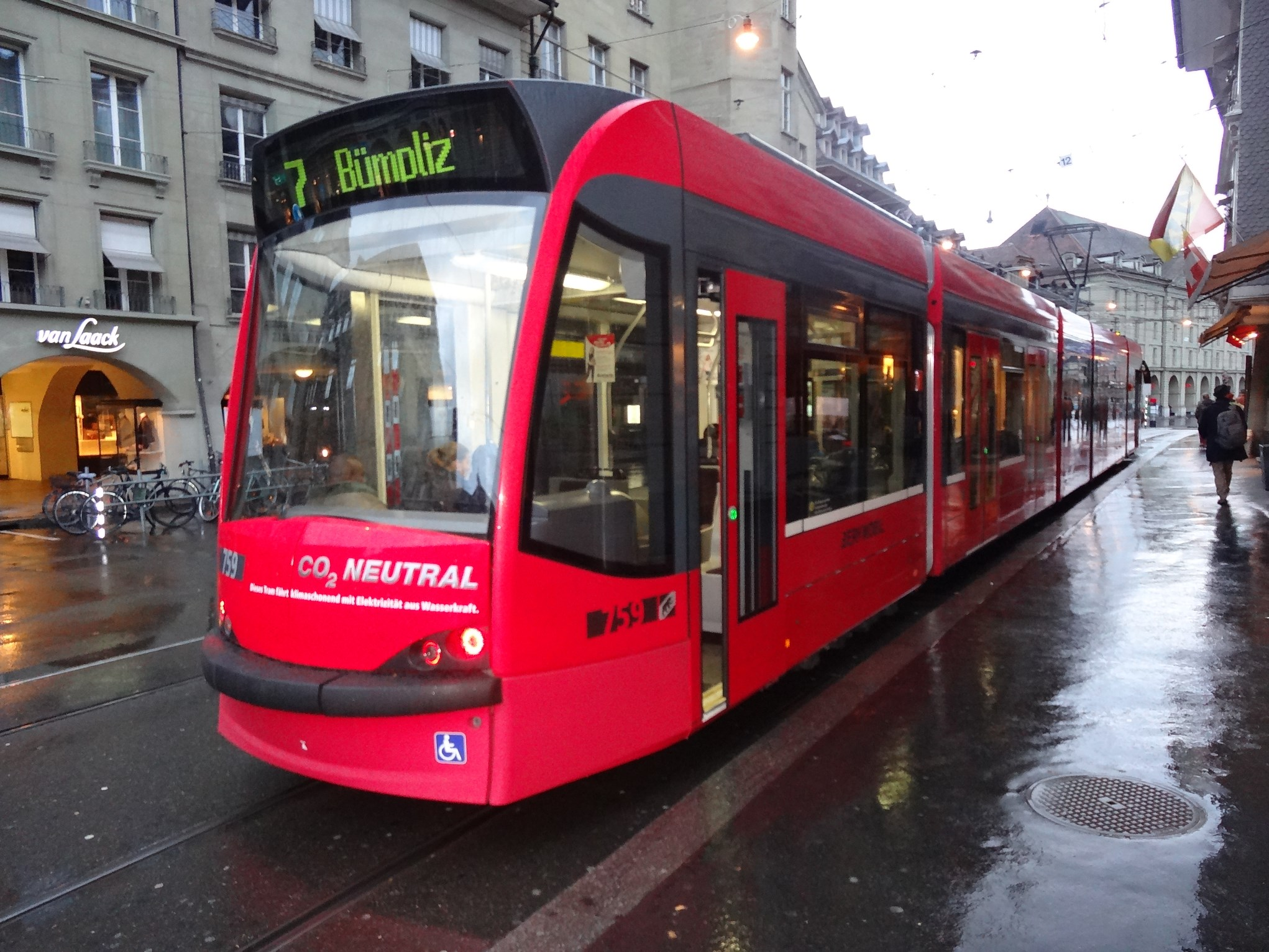
Rame 759 (Be 4/6) à Zytglogge.